# 石津灌区
石津灌区是中国河北省石家庄市的一个灌区，其水源为滹沱河。灌区设计面积166.7万亩，实际面积为166.7万亩，进水闸设计流量为100立方米每秒。